# かたらふ〜ぼくたちのスタア〜
『かたらふ〜ぼくたちのスタア〜』は、フジテレビ制作のトークバラエティ番組である。制作局のフジテレビでは2016年4月9日から2017年9月30日まで、毎週土曜日 17:00 - 17:30（JST）に放送された。全72回。
2018年からは『かたらふSP』、2019年からは『かたらふ〜愛する地元を語り歩く〜』と題するロケバラエティ番組として、土曜日12:00 - 13:30に不定期で放送されている。

## 概要
フジテレビで『ライオンのいただきます』→『ライオンのごきげんよう』でおよそ31年間に渡り司会を務めた小堺一機が、平日の昼の帯から土曜の夕方へ移動して、芸能界で活躍した「偉大な伝説の人物」についてゲストの著名人とともに居酒屋で語り合うとの設定で放送された。2016年9月10日放送分より解説放送を実施していた。
本番組のチーフプロデューサーの渡辺俊介は産経新聞の記事で「小堺さんはすばらしい聞き手でもあり話し手でもある。バトルのような会話でイメージが変わると思う。土曜日の夕方、ちょっと早めのビールでも飲みながらお父さんたちに見てもらいたい。男くさい番組になると思います」と、本番組の狙いについてコメントしている。
2017年9月30日をもってレギュラー放送を終了し、以降は特別番組として放送。
2018年3月31日（土曜日）からは、12:00 - 13:30（通常は『ぶらぶらサタデー』の放送時間帯）に、『かたらふSP』と題して不定期放送されるようになった。これまでのトーク主体の番組を刷新し、小堺一機とみやぞん（ANZEN漫才）がゲストと街ブラロケをするロケバラエティ番組へと移行した。2019年からは番組名を『かたらふ〜愛する地元を語り歩く〜』に変更した。

## 出演者

### かたらふ〜ぼくたちのスタア〜（レギュラー放送）
- 小堺一機

### かたらふ（不定期放送）
- 小堺一機
- みやぞん（ANZEN漫才）

## 放送リスト（レギュラー放送）
| 2016年 | 2016年   | 2016年                                    | 2016年 |
| 回数   | 放送日   | ゲスト                                    | 偉大なる伝説のスタア |
| ------ | -------- | ----------------------------------------- | --- |
| #1     | 4月9日   | 山口隆 （サンボマスター）                 | 萩原健一（俳優・元テンプターズ） |
| #2     | 4月23日  | 山口隆 （サンボマスター）                 | 萩原健一（俳優・元テンプターズ） |
| #3     | 4月30日  | 齋藤孝                                    | 松本隆（作詞家・元はっぴいえんど） |
| #4     | 5月7日   | 齋藤孝                                    | 松本隆（作詞家・元はっぴいえんど） |
| #5     | 5月14日  | 岸本加世子                                | 田村正和（俳優） |
| #6     | 5月21日  | 岸本加世子                                | 田村正和（俳優） |
| #7     | 5月28日  | 小倉智昭                                  | 加山雄三（俳優、歌手） |
| #8     | 6月4日   | 小倉智昭                                  | 加山雄三（俳優、歌手） |
| #9     | 6月11日  | ミッツ・マングローブ                      | 中森明菜（歌手、女優） |
| #10    | 6月18日  | 井上順                                    | 加賀まりこ（女優） |
| #11    | 6月25日  | 清水ミチコ                                | 松任谷 (荒井)由実（シンガーソングライター）                                                                                               |
| #12    | 7月2日   | ナイツ （塙宣之、土屋伸之）               | ナイツと同世代の漫才師 （トレンディエンジェル、COWCOW、サンドウィッチマン、中川家、銀シャリ）                                             |
| #13    | 7月9日   | ナイツ （塙宣之、土屋伸之）               | ナイツが敬愛する師匠漫才師 （あした順子・ひろし、コサキン〈小堺一樹、関根勤〉、コント55号〈坂上二郎、萩本欽一〉、横山やすし・西川きよし） |
| #14    | 7月16日  | 吉川美代子                                | 大人の恋愛映画を語る （恋におちて、旅情、男と女、わんわん物語、男はつらいよ 寅次郎相合い傘）                                              |
| #15    | 7月23日  | 北村晴男                                  | サザンオールスターズ（ロックバンド） |
| #16    | 7月30日  | YOU                                       | YOUが大好きな俳優 |
| #17    | 8月6日   | いとうあさこ                              | いとうあさこが憧れたアイドル（前編） |
| #18    | 8月13日  | いとうあさこ                              | いとうあさこが憧れたアイドル（後編） |
| #19    | 8月20日  | 藤井隆                                    | 想い出の夜ヒット（前編） |
| #20    | 8月27日  | 藤井隆                                    | 想い出の夜ヒット（後編） |
| #21    | 9月3日   | 茂木健一郎                                | 中島みゆき（シンガーソングライター） |
| #22    | 9月10日  | 博多華丸・大吉                            | 漫才師について語る（前編） |
| #23    | 9月17日  | 博多華丸・大吉                            | 漫才師について語る（後編） |
| #24    | 9月24日  | 久本雅美                                  | 私が追っかけたスタア（前編） （上田正樹、憂歌団）                                                                                         |
| #25    | 10月1日  | 久本雅美                                  | 私が追っかけたスタア（後編） |
| #26    | 10月8日  | 斎藤孝、松本隆                            | 特別編・松本隆の作品について語る(1) |
| #27    | 10月15日 | 斎藤孝、松本隆                            | 特別編・松本隆の作品について語る(2) |
| #28    | 10月22日 | 斎藤孝、松本隆                            | 特別編・松本隆の作品について語る(3) |
| #29    | 10月29日 | 大久保佳代子（オアシズ）                  | 若いころセクシーだった俳優を語る |
| #30    | 11月5日  | 篠原信一                                  | 篠原信一が選ぶ俺のベスト3 |
| #31    | 11月12日 | 出川哲朗                                  | 俺が愛した映画（前編） |
| #32    | 11月19日 | 出川哲朗                                  | 俺が愛した映画（後編） |
| #33    | 11月26日 | 梅沢富美男                                | 梅沢富美男がしびれたいい女 |
| #34    | 12月3日  | メイプル超合金 （カズレーザー、安藤なつ） | 世にも奇妙な物語を語る |
| #35    | 12月10日 | 萩原健一、 山口隆（サンボマスター）       | 特別編・萩原健一を語る（前編） |
| #36    | 12月17日 | 萩原健一、 山口隆（サンボマスター）       | 特別編・萩原健一を語る（後編） |
| #37    | 12月24日 | 渡辺直美                                  | クリスマス特別企画・渡辺直美が愛した歌姫（ディーヴァ）                                                                                    |

| 2017年 | 2017年  | 2017年                                        | 2017年 |
| 回数   | 放送日  | ゲスト                                        | 偉大なる伝説のスタア                                                                                              |
| ------ | ------- | --------------------------------------------- | --- |
| #38    | 1月14日 | 近藤正臣                                      | 今でもビクビクする女                                                                                              |
| #39    | 1月21日 | 壇蜜                                          | 壇蜜が異常なまでに愛した人たち （アントニオ・バンデラス、2代目タイガーマスク〈三沢光晴〉、山本彩〈NMB48/AKB48〉） |
| #40    | 1月28日 | 吉岡里帆                                      | 猫と変キャラについて語る                                                                                          |
| #41    | 2月4日  | 竹内力                                        | 怪優が影響を受けた漢たち                                                                                          |
| #42    | 2月11日 | サンドウィッチマン （伊達みきお、富澤たけし） | 愛するが芽が出ていない漫才師（前編）                                                                              |
| #43    | 2月18日 | サンドウィッチマン （伊達みきお、富澤たけし） | 愛するが芽が出ていない漫才師（後編）                                                                              |
| #44    | 2月25日 | 橋本マナミ                                    | 国民的愛人が思う愛人になりたい男たち                                                                              |
| #45    | 3月4日  | 蛭子能収                                      | 泣ける映画 |
| #46    | 3月11日 | 平野ノラ                                      | カレと別れてでも付き合いたい男                                                                                    |
| #47    | 3月18日 | 坂上忍                                        | 生き様に惚れた女優たち（前編） （藤谷美和子、岩下志麻）                                                           |
| #48    | 3月25日 | 坂上忍                                        | 生き様に惚れた女優たち（後編） （満島ひかり、戸田恵梨香）                                                         |
| #49    | 4月8日  | りゅうちぇる                                  | ポジティブになれる映画                                                                                            |
| #50    | 4月15日 | トレンディエンジェル （斎藤司、たかし）       | ライバル視する人                                                                                                  |
| #51    | 4月22日 | トレンディエンジェル （斎藤司、たかし）       | ライバル視する人                                                                                                  |
| #52    | 4月29日 | 萩原健一                                      | サンボマスターLIVE                                                                                                |
| #53    | 5月6日  | 古坂大魔王                                    | アイドル論とインターネット                                                                                        |
| #54    | 5月13日 | バイきんぐ （小峠英二、西村瑞樹）             | 小峠が取りつかれたバンド                                                                                          |
| #55    | 5月20日 | 高嶋ちさ子                                    | カッコイイと思うチェリスト                                                                                        |
| #56    | 6月3日  | 斎藤工                                        | 俺のエロス |
| #57    | 6月10日 | 斎藤工                                        | 小堺さんに面通ししたい芸人                                                                                        |
| #58    | 6月17日 | 水谷豊                                        | 影響を受けたスタア                                                                                                |
| #59    | 6月24日 | 水谷豊                                        | 影響を受けたスタア                                                                                                |
| #60    | 7月1日  | 水谷豊                                        | 影響を受けたスタア                                                                                                |
| #61    | 7月8日  | 浅野温子                                      | 今猛烈にLOVEなもの                                                                                                |
| #62    | 7月15日 | 浅野温子                                      | 今猛烈にLOVEなもの                                                                                                |
| #63    | 7月22日 | ロッチ                                        | 会ったら泣いてしまう人                                                                                            |
| #64    | 8月5日  | なぎら健壱                                    | 正しいオヤジの夏の過ごし方                                                                                        |
| #65    | 8月12日 | 夏休みスペシャル                              | 夏休みスペシャル                                                                                                  |
| #66    | 8月19日 | 夏休みスペシャル                              | 夏休みスペシャル                                                                                                  |
| #67    | 8月26日 | 中村雅俊                                      | 人生に影響を与えた人                                                                                              |
| #68    | 9月2日  | 中村雅俊                                      | 人生に影響を与えた人                                                                                              |
| #69    | 9月9日  | 加藤一二三                                    | 将棋界のレジェンドが影響を受けた作品                                                                              |
| #70    | 9月16日 | 尼神インター                                  | 上京した私を支えてくれたもの                                                                                      |
| #71    | 9月23日 | 古田新太                                      | コミックバンド |
| #72    | 9月30日 | 三浦瑠麗                                      | 面白いと思う政治家について                                                                                        |

### 放送休止
- 2016年4月16日は当初通常通り放送予定だったが、『みんなのニュース特報 熊本大地震』（本番組を同時ネットしていない局の一部でも同時ネット。）に差し替えられたため、休止（4月23日に延期）。
- 2016年12月31日・2017年1月7日は年末年始編成のため、休止。
- 2017年4月1日は『世界フィギュアスケート選手権2017 男子フリー』（17:30 - 21:15）の編成に伴い、後座番組『FNN みんなのニュース Weekend』が30分繰り上がったため、休止。
- 2017年5月27日は当初通常通り放送予定だったが、当日の前座番組だった『男子プロバスケ・Bリーグチャンピオンシップ決勝 川崎 vs 栃木』の放送時間延長（15:00 - 17:15・17:15 - 17:30、30分延長。後者はローカルセールス枠。）に伴い、休止（7月22日に延期）。
- 2017年7月29日は『THE ICE 2017』（16:00 - 17:30）のため、休止。

## 放送リスト（不定期放送）
| 2018年 SP | 2018年 SP | 2018年 SP                                      | 2018年 SP                                                                 |
| 回数      | 放送日    | ゲスト                                         | ロケ地                                                                    |
| --------- | --------- | ---------------------------------------------- | ------------------------------------------------------------------------- |
| #1        | 3月31日   | 浅野温子 加藤一二三 平野ノラ 本田望結 本田紗来 | 神奈川県横浜市 東京都渋谷区千駄ヶ谷 東京都新宿区高田馬場 東京都台東区浅草 |
| #2        | 11月24日  | 雛形あきこ 天野浩成                            | 東京都足立区                                                              |

| 2019年 愛する地元を語り歩く | 2019年 愛する地元を語り歩く | 2019年 愛する地元を語り歩く                             | 2019年 愛する地元を語り歩く           |
| 回数                        | 放送日                      | ゲスト                                                  | ロケ地                                |
| --------------------------- | --------------------------- | ------------------------------------------------------- | ------------------------------------- |
| #1                          | 4月27日                     | 丸山桂里奈 春日俊彰（オードリー） 村松利史 阿佐ヶ谷姉妹 | 東京都大森 東京都杉並区区阿佐ヶ谷     |
| #2                          | 11月23日                    | 中川家 伊武雅刀                                         | 東京都千代田区神保町 東京都新宿区新宿 |

## スタッフ
- ナレーター：バッキー木場 [4]
- 構成：舘川範雄、福原フトシ、榊暁彦・鶴間政行
- CAM：松井光太郎、今井健一
- AUD：石原雄一
- VE：久保貴博
- LD：穴田建二
- 美術プロデューサー：副島翔太郎
- 美術進行：林勇
- スタイリスト：森永ゆか
- メイク：山田かつら
- 編集：井上真一
- MA：吉田肇
- 音効：来代直
- リサーチ：木崎綾子（ビスポ）
- 技術協力：fmt、IMAGICA
- 広報：鈴木文太郎
- TK：水越理恵
- デスク：波多野有香
- アシスタントプロデューサー：渡邊幸子
- プロデューサー：児玉芳郎、高橋味楓
- ディレクター：楠田健太
- 演出：渡辺琢
- チーフプロデューサー：渡辺俊介
- 制作:フジテレビ編成局制作センター第二制作室（旧制作局第二制作センター）
- 製作著作：フジテレビ

### 過去のスタッフ
- AUD：井川崇
- VE：蜷川太一
- LD：安藤雄郎
- 広報：川本洋平、太田真紀子
- デスク：吉川千尋
- プロデューサー：中村由紀

## ネット局

### 不定期放送
- 関東広域圏・フジテレビ
- 福井県・福井テレビ
- 大分県・テレビ大分

### レギュラー放送
| 放送対象地域 | 放送局             | 放送系列       | 放送時間             | 放送期間                       | 備考        |
| ------------ | ------------------ | -------------- | -------------------- | ------------------------------ | ----------- |
| 関東広域圏   | フジテレビ         | フジテレビ系列 | 土曜日 17:00 - 17:30 | 2016年4月9日 - 2017年9月30日   | 制作局      |
| 宮城県       | 仙台放送           | フジテレビ系列 | 金曜日 16:18 - 16:50 | 2016年4月22日 - 2017年10月13日 |             |
| 高知県       | 高知さんさんテレビ | フジテレビ系列 | 金曜日 16:20 - 16:50 | 2017年1月14日 -                | #22から放送 |
| 佐賀県       | サガテレビ         | フジテレビ系列 | 日曜日 8:25 - 8:55   | 2017年3月26日 - 10月29日       | #25から放送 |
| 長野県       | 長野放送           | フジテレビ系列 | 水曜日 14:50 - 15:20 | 2017年4月5日 - 11月1日         | #41から放送 |

### 過去のネット局
- 以下の放送時間は打ち切り時点でのものである。

| 放送対象地域 | 放送局         | 放送系列       | 放送時間                         | 放送期間                      | 備考                      |
| ------------ | -------------- | -------------- | -------------------------------- | ----------------------------- | ------------------------- |
| 秋田県       | 秋田テレビ     | フジテレビ系列 | 火曜日 15:50 - 16:20             | 2016年4月26日 - 9月27日       | #23で打ち切り             |
| 北海道       | 北海道文化放送 | フジテレビ系列 | 金曜日 15:20 - 15:50             | 2016年4月15日 - 10月7日       | #18で打ち切り             |
| 福島県       | 福島テレビ     | フジテレビ系列 | 土曜日 10:30 - 11:00             | 2016年11月7日 - 2017年4月8日  | #16から放送 #43で打ち切り |
| 中京広域圏   | 東海テレビ     | フジテレビ系列 | 金曜日 2:40 - 3:10（木曜日深夜） | 2016年4月17日 - 2017年6月30日 | [ 8 ]                     |